# Max Bennett (Neurobiologe)
Maxwell Richard Bennett (* 19. Februar 1939 in Melbourne, Victoria, Australien) ist ein australischer Hirnforscher, der mit dem englischen Philosophen Peter M.S. Hacker eine enge Zusammenarbeit zur Klärung der begrifflichen Grundlagen der Neurowissenschaft eingegangen ist.
Er ist Professor für Physiologie an der Medizinischen Fakultät der University of Sydney, Leiter des Neurobiologischen Labors und wissenschaftlicher Direktor des von ihm gegründeten Brain & Mind Research Institute.

## Leben
Max Bennett studierte bis zum Bachelor zunächst Elektrotechnik an der University of Melbourne. Dort schloss er 1965 auch Forschungen in Zoologie über die Reizübertragung vom autonomen Nervensystem auf die glatte Muskulatur mit dem Master of Science ab. 1967 promovierte er darüber zum PhD. 1977 erwarb er an der University of Sydney mit einer Arbeit über synaptische Übertragung außerdem den DSc.

## Schriften
- Autonomic Neuromuscular Transmission. Cambridge University Press, Cambridge 1972, ISBN 0521084636.
- Optimising Research and Development in Australia. Australian Academy of Science, Canberra 1987, ISBN 0858471388.
- The Idea of Consciousness. Synapses and the Mind. Harwood Academic Publishers, London 1997, ISBN 9057022036.
- History of the Synapse. Harwood Academic Publishers, London 2001, ISBN 9058231321.
- mit Peter Hacker: Philosophical Foundations of Neuroscience. Blackwell, Oxford & Malden, Mass. 2003 ISBN 140510855X[2]
  - davon Kap. 14.4 und 14.5. in dt. Übersetzung: Philosophie und Neurowissenschaft in: Dieter Sturma (Hrsg.): Philosophie und Neurowissenschaften. Suhrkamp, Frankfurt 2006 (stw 1770) S. 20–42 ISBN 3518293702
  - Die philosophischen Grundlagen der Neurowissenschaften. Aus dem Englischen übersetzt von Axel Walter. Mit einem Vorwort von Annemarie Gethmann-Siefert. WBG, Darmstadt 2010 ISBN 978-3534228775
- mit Peter Hacker, Daniel Dennett und John Searle: Neuroscience and Philosophy. Brain, Mind and Language. Columbia Univ. Press, New York 2007 ISBN 0231140444[3]
  - Neurowissenschaft und Philosophie. Gehirn, Geist und Sprache. (Einleitung und Schlussbetrachtung von Daniel Robinson, Übersetzung von Joachim Schulte) Suhrkamp, Berlin 2010,[4] ISBN 978-3518585429
- mit Peter Hacker: A History of Cognitive Neuroscience. – A conceptual investigation. (Komplement zu: Philosophical Foundations of Neuroscience bzw. Die philosophischen Grundlagen der Neurowissenschaften) Wiley-Blackwell Publ., Oxford  2008[5]